# Cerus piketensis
Cerus piketensis är en insektsart som beskrevs av Pieter D. Theron 1984. Cerus piketensis ingår i släktet Cerus och familjen dvärgstritar. Inga underarter finns listade i Catalogue of Life.